# Ursina Gabriela Roesch

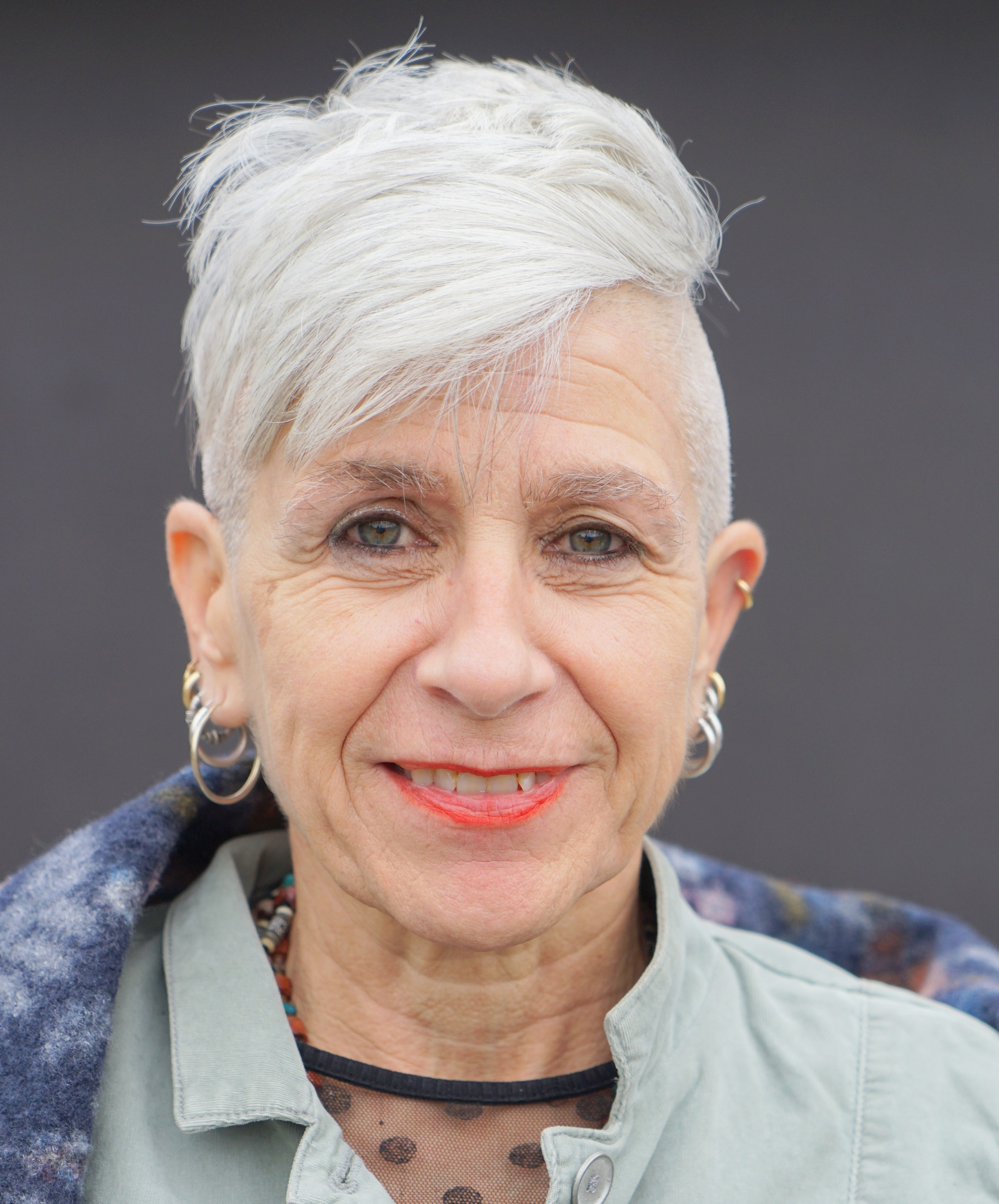
Ursina Gabriela Roesch (2022)

Ursina Gabriela Roesch (auch urgart; * 16. August 1959 in Zürich) ist eine Schweizer Künstlerin, Kuratorin und Kunstaktivistin. Sie ist als multimediale Konzeptkünstlerin bekannt und hat die grosse Ausstellung Frauenpower mit 100 Schweizer Künstlerinnen aus 100 Jahren in Zürich und das internationale Künstlerinnennetzwerk FAT Femme Artist Table gegründet, welches seit 2018 die einzige Kunstmesse für Künstlerinnen und FLINTA* veranstaltet.

## Biografie
Kurz nach Roeschs Geburt in Zürich zog die Familie nach Baden im Aargau. Die Eltern stammten aus bürgerlichen Berufen, initiierten aber in Boswil den Aufbau eines Seniorenheims für Künstlerinnen und Künstler in einer ehemaligen Kirche. Die Mutter Helen Rösch brachte ihre Kenntnisse als Hotelfachfrau ein. Der Vater, Willy Hans Rösch, leitete die Stiftung bis 1991. Es entwickelte sich anschliessend zum Künstlerhaus Boswil. Ursina Gabriela Roesch wuchs in Baden auf und zog mit 18 Jahren aus der ländlichen Gegend nach Paris. Im Jahr 2012 hat sie neben ihrer künstlerischen Arbeit eine Ruder- und Pilatesschule in Zürich gegründet, ausserdem nutzt sie Yoga seit den 1980er- und Meditation seit den 1990er-Jahren. Sie setzt sich in ihrer Kunst und im Kunstbetrieb gegen Diskriminierung ein. Sie definiert sich als divers. Sie lebte und arbeitete inzwischen in Zürich, Berlin, London und Paris. Ihre Arbeiten und Performances collagieren Zeichen, Bilder, Töne und Texte.

## Ausbildung
Ursina Gabriela Roesch erhielt Zeichenunterricht an der École des Beaux-Arts, ihre künstlerische Ausbildung an der Hochschule für Gestaltung und Kunst in Zürich mit Schwerpunkt Skulptur und Dragking-Studien bei Diane Torr, und am College Internationale de Philosophie in Paris bei Hélène Cixous in Literatur. Sie besuchte die Modefachschule La Chambre Syndical de la Haute Couture Parisienne.

## Künstlerisches Schaffen
Roeschs multimediale Arbeiten zwischen Text, Fotografie, Sound, Kostüm haben oft gesellschaftskritische und aktuelle Bezüge. Es sind „kommunikationsorientierte Projekte“ mit Kombinationen von Alltagsmaterialien und Worten, die Klischees in Kunst und Gesellschaft als Teil der künstlerischen Arbeit hinterfragen.

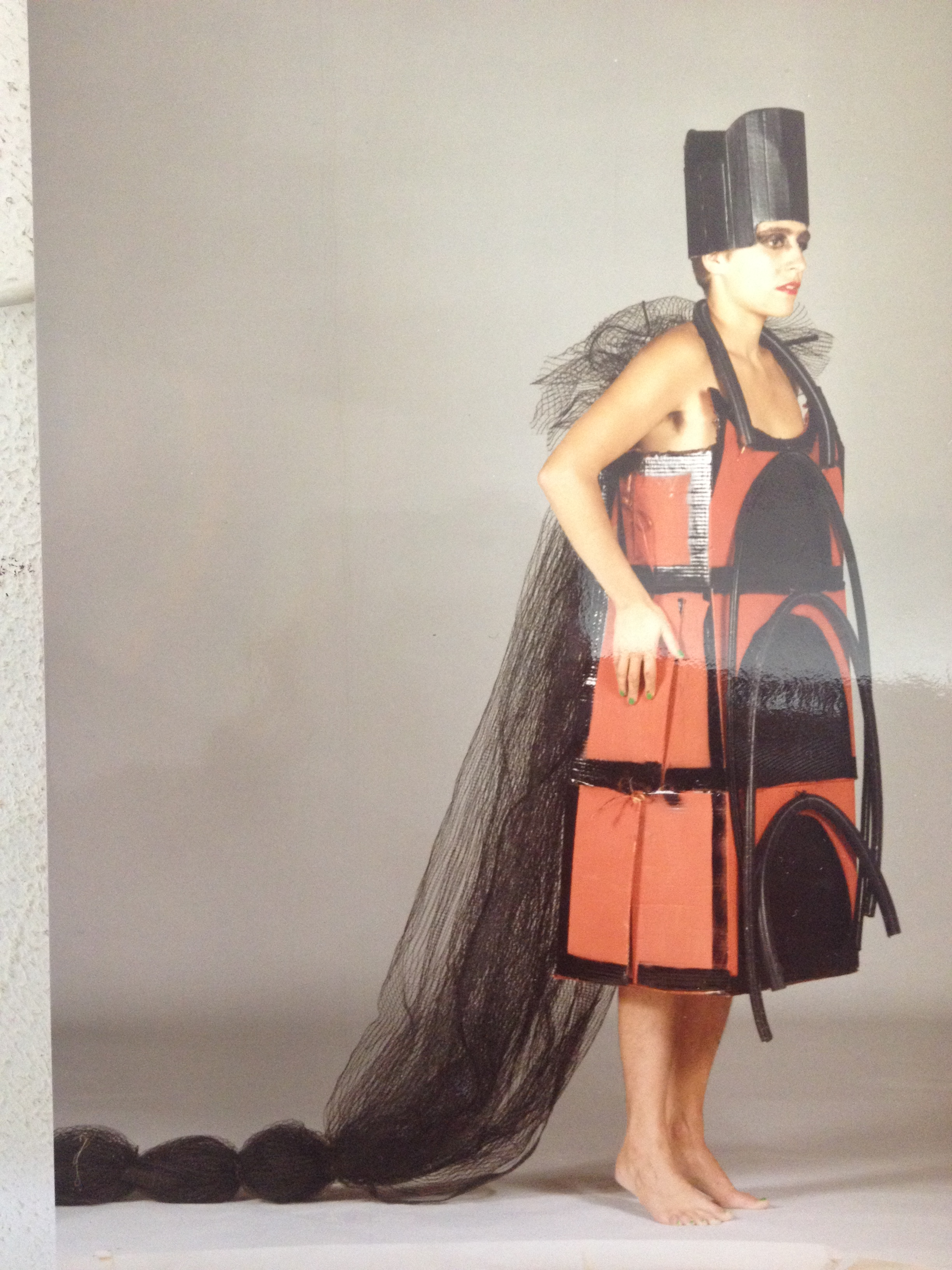
1985 Ursina Gabriela Roesch, Abschied (Teil der Sammlung Landesmuseum, Zürich) erhielt 1985 den Castel Burio Preis

Ab 2023 beschäftigte sie sich, nach Zürich zurückgekehrt, mit Bühnenbild und Sound sowie mit Konzepten, Kostümen und Entwürfen für Inszenierungen und Performances. In dieser Zeit erhielt sie auch ihre erste Auszeichnung: einen mehrmonatigen Aufenthalt im Castel Burio d’Asti im Piemont. In der Folge erhielt sie Stipendien in Ateliers in London, Paris und Berlin.
Sie ist Teil der Interessengemeinschaften für Kunstschaffende Visarte Zürich, Online Archivs Kleio des PANCH -  Performance Art Network CH und der Organisation FATart.
Ihre Arbeiten sind in Sammlungen wie die der des Landesmuseums Zürich, der Burger Collection Hong Kong, Jakob Collection Zürich oder der Sammlung von Andreas Züst vertreten.

### Ausstellung Frauenpower
Sie engagiert sich, damit Frauen in der Kunst wahrgenommen werden. Sie war mit Ralph Baenziger eine Initiatorin der Ausstellung „Frauenpower“ im Art Dock in 2016, einer Präsentation von 144 Künstlerinnen von 1916 bis 2016. Darüber hinaus war sie auch Teil des Gremiums, welches die 3000 Exponate auswählte.

### Femme Artist Table (FAT) – Women* in arts
Im Jahr 2016 gründete sie ebenso die internationale Künstlerinnenvereinigung Femme Artist Table (FAT) – Women* in arts. Daraus entstand die Kunstmesse und  Ausstellungsplattform FATart Fair, die erstmals 2018 in den ehemaligen Hallen für Neue Kunst in Schaffhausen mit 50 Teilnehmenden stattfand. 2019 wuchs das Format bereits auf 70 Kunstschaffende an, die ausschliesslich Kunstwerke und Performances von Künstlerinnen und FLINTA* zeigten.

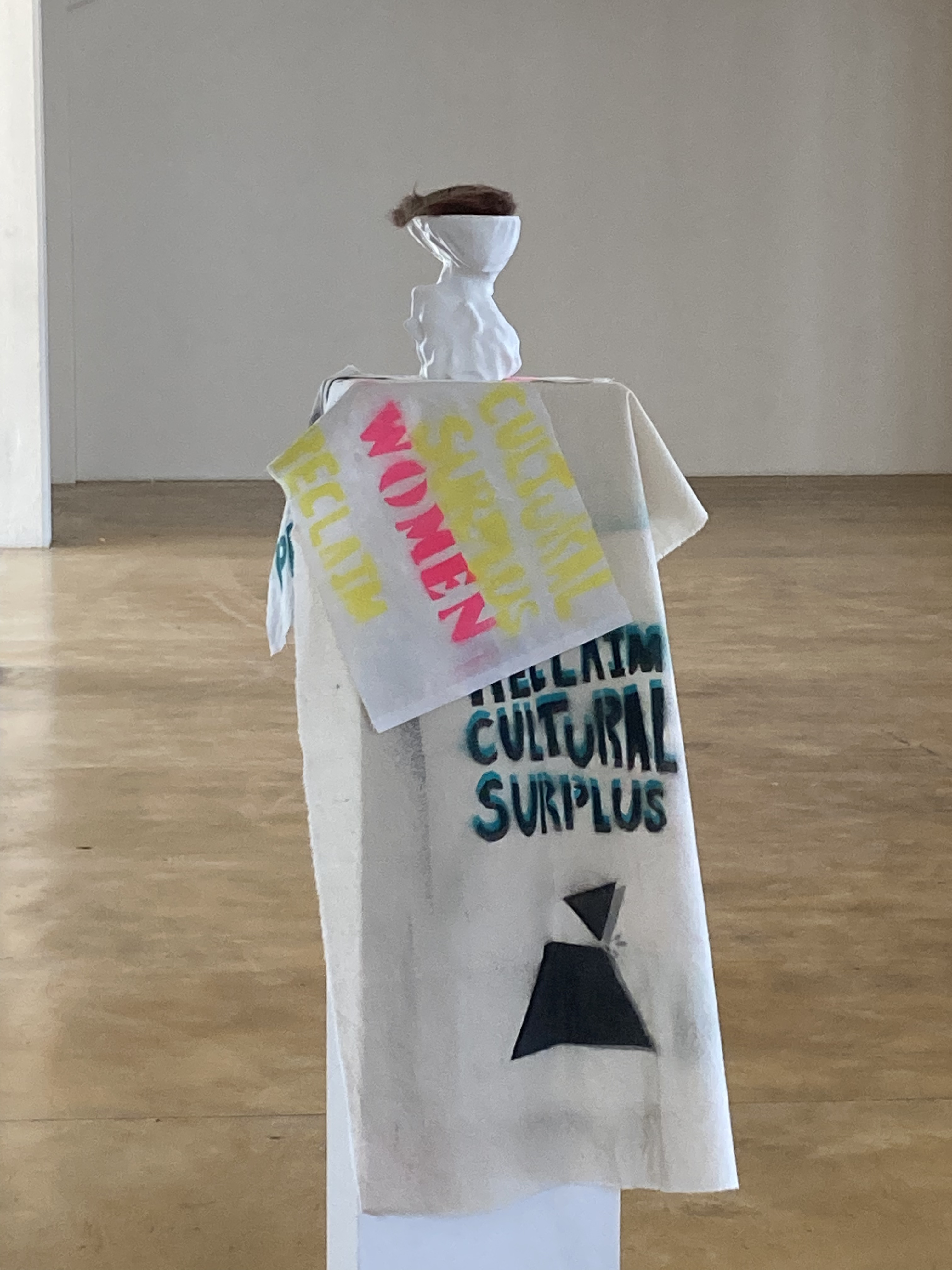
Frauen Denkmal, 2021, Femmeage urgart

Auf den Kunstmessen von 2020 bis 2023 präsentierten je 100 internationale Künstlerinnen ihre Werke auf 3200 m² Ausstellungsfläche. Roesch ist in FATart ehrenamtlich als Direktorin und Projektleiterin tätig.
2023 führte ihre persönliche Kritik an der Forderung nach Ganzkörperfotos bei der Bewerbung für Hilfskräfte auf der Kunstmesse Art Basel zu einer Änderung der langjährigen Praxis durch die Messeleitung.

## Rudersport
Roesch ist aktive Rudersportlerin. Mit einem Schweizer Team nahm sie 2019 und 2021 an Coastal-Weltmeisterschaften in Hongkong und Oeiras (Portugal) teil. In Hongkong erreichte der Schweizer Frauen-Doppelvierer (CW4x+) mit Roesch den 14. Platz im A-Final.

## Einzelausstellungen
- 1995: Ursina Rösch. Akustische Körperirritation / Visuelle Irritationskörper, Frauen-Kunstforum, Bern
- 1996: Ursina Rösch. Sprachkörper, Foto Forum St. Gallen, St. Gallen
- 1998: Casual. Ursina Rösch and friends, Städtische Galerie im Amtshimmel, Baden
- 1998: Ursina Rösch, Kulturzentrum Scuol-Nairs, Scuol
- 2000: Ursina Rösch. casualidad means that you exist by coincidence, Kunstraum Aarau, Aarau
- 2001: Ursina Rösch, Galerie Stefan Witschi, Zürich
- 2005: Ursina Rösch - neue Arbeiten, Otto e mezzo, Zürich
- 2009: All of Me, Part 1/Part 2, Le Gallery, Zürich
- 2019: Ursina Gabriela Roesch. Bodytalk - Passion Fresco - Die Rote Periode, FATecke, Kosmos Buchsalon, Zürich
- 2021: urgart. Bodyresearch. Identity is negotiable, Kunstkästen, Schaffhausen

## Gruppenausstellungen
- 1996: Vom Verschwinden des Körpers, Kunstraum Aarau, Aarau
- 1996: Zona Cesarini, Kulturzentrum Kammgarn, Schaffhausen
- 1997: Performance Tage 97, Seedamm-Kulturzentrum, Pfäffikon
- 1997: Field. Video und Installationen. Raum-Video-Körper, Alter Industrieturm im Steinfelsareal, Zürich
- 1997: Artist's House. International Residents '96 - '97, Delfina, London
- 1999: Freunde des objektiven Wohnens, Binz 39, Zürich
- 2000: Point de repère / l'autre, Binz 39, Zürich
- 2001: Körperlandschaft. Landschaftskörper, Kulturzentrum Scuol-Nairs, Scuol
- 2002: Ursina Rösch, Silvio R. Baviera, Thomas Ott, Giuseppe Reichmuth, Paul Sieber, Thomas Zindel, Galerie Stefan Witschi, Zürich
- 2003: Eingriff # 1, Alterszentrum Kehl, Baden
- 2005: Raum für Räume. Interlokal, Shedhalle Zürich, Zürich
- 2012: Kult Zürich Ausser Sihl - das andere Gesicht, Verein zur Förderung aktueller Kunst, Wanderausstellung, Helmhaus Zürich, Malzfabrik Berlin, Deutschvilla - Kunsthaus Strobl
- 2016: Ausstellung 100 Jahre Frauen Power 1916-2016, Art Dock Zürich
- 2017: Interna, photography Passion fresco, Kammgarn West, Schaffhausen[23]
- 2018: Kunst: Szene 2018, Zürich Shedhalle, Zürich
- 2019: Interna, Kammgarn West, Schaffhausen
- 2020: Binz39 Ursina Roesch mit Elisabeth Eberle Kanon, Installation
- 2021: Kunstkästen, Kunsthalle Vebikus[24]
- 2022: Photobastei, Zürich
- 2022: Irritation - Preview, Verein Berliner Künstler, Berlin
- 2023: Irritation - the Art of getting lost, Vebikus Kunsthalle Schaffhausen[25]
- 2023: Irritation, Kooperation mit dem Verein Berliner Künstler[26]
- 2023: ReCollect!, Kunsthaus Zürich[27]

## Auszeichnungen
- 1985: Castel Burio Preis
- 1995: Aufenthaltsstipendium im Künstlerhaus NAIRS im Engadin[8]
- 1999: Aargauer Kuratorium (Auszeichnung Beitrag an das künstlerische Schaffen)[8]
- 2000: UBS Kulturstiftung, Zürich[8]